# Torre di Santa Maria
Torre di Santa Maria est une commune italienne de la province de Sondrio, dans la région Lombardie.

## Administration
| Période                                  | Période | Identité | Étiquette | Qualité |
| ---------------------------------------- | ------- | -------- | --------- | ------- |
|                                          |         |          |           |         |
| Les données manquantes sont à compléter. |         |          |           |         |

### Hameaux
Prato, Sant'Anna, Tornadù.

### Communes limitrophes
Berbenno di Valtellina, Buglio in Monte, Caspoggio, Castione Andevenno, Chiesa in Valmalenco, Montagna in Valtellina, Postalesio, Sondrio, Spriana.